# Szilágyi Vilmos (színművész)
Szilágyi Vilmos, születési és 1903-ig használt nevén Steiner Benjámin Vilmos (Breza, 1861. január 10. – Budapest, Józsefváros, 1926. február 27.) színész, színházi rendező.

## Életútja
Steiner József és Grünwald Katalin gyermekeként született zsidó családban. Iskoláit Alsókubinban, majd Pesten végezte és középiskoláinak elvégzése után az egyetem filozófiai előadásait hallgatta. 1881-ben beiratkozott a Színművészeti Akadémiára, ahol tanárainak kedvence volt. 1885-ben Egy úr és egy asszonyság című darabban Dubreuil szerepében vizsgázott és ugyanebben az évben kiváló talentumáért 10 darab arany ösztöndíjat nyert. 1886. szeptember 1-jén Jakab Lajos színigazgatónál kezdte színészi működését, ahonnan 1887-ben a Thália színészszövetkezethez, 1889-ben Krecsányi Ignáchoz, 1890-ben Kömley Gyulához, 1891-ben Somogyi Károlyhoz szerződött. Kassa, Debrecen, Győr, Arad, Temesvár, Sopron, Komárom, Pápa, Makó, Kecskemét ünnepelték alakításait. Jellemszínész volt, de drága, derűs humora komikus szerepekben is felejthetetlenné tette. Mefisztó, Lucifer, Biberach, Derblay, Cigány, Shylock, Vén bakancsos, Foucher, Könyves Kálmán, Schwartze ezredes, Két Rantzau mellett Goldstein Számiban és az Ördög piluláiban is nagy sikert aratott.
1895-ben megválasztották a Színészegyesület tanácsosává. Neve és működése ez időtől fogva összeforrott az Országos Színészegyesülettel, sok üdvös eszmét valósított meg és elévülhetetlenek érdemei, melyeket a pótfillérek megvalósítása és általában a nyugdíjintézet ügyeinek intézése körül szerzett. 1897-ben Debrecenben működött, innen hívta meg a Magyar Színház 1899-ben művészeti igazgatónak, de egyben mint drámai hős, komikus, énekes színész és rendező is működött Rajna Ferenc, majd Leszkay András igazgatása alatt. 1903 szeptemberében Ditrói Mór hívására a Vígszínházhoz szerződött rendezőnek, melynek utóbb főrendezője lett. Mély tanulmányok, gazdag tapasztalatok, hozzáértés, erély és emellett mégis konciliáns modor jellemezték itteni működését. A Vígszínház fénykora fűződik az ő rendezői működéséhez. A magyar és külföldi színpadi irodalom legnagyobb sikerei jelzik vígszínházi működésének egyes etapjait: Ördög, Liliom, Tanítónő, Medikus, Timár Liza, Dorrit kisasszony, Heidelbergi diákélet, Takarodó, A király, Obsitos, Legszebb kaland és sok más előadás hirdeti az ő főrendezői kiválóságát és emel neki maradandó emléket a Vígszínház történetében.
Hosszú időn át az Egyesület számvizsgálója, 1907. október 8-tól az Egyesület alelnöke volt. 1909-ben az ő szorgalmazására kezdődött meg a pótfillérek szedése. 1916 júniusában visszavonult a Vígszínházban folytatott aktív működésétől és egész működését az Egyesületnek szentelte. 1917 év októberében az Egyesület elnöke lett. Az első világháború, diktatúra, az összeomlás nehéz évei az ő elnöklése alá estek. Csüggedés nélkül állt mindig a helyén s míg egyrészről minden befolyás részére megközelíthetetlen maradt, másrészt éjjelt nappallá téve igyekezett mindenhol segíteni. A Tanácsköztársaság ideje alatt is őrizte az Egyesület anyagi és erkölcsi értékeit és annak bukása után azonnal hozzálátott az újjáépítéshez, amelyben segítségére volt Stella Gyula elnökhelyettes.
1926. február 27-én Budapesten halt meg és ugyanezen év március 31-én leplezték le arcképét az Országos Színészegyesület tanácstermében. Síremlékét 1927. május 1-jén leplezték le. Az Országos Színészegyesület iskolájának alapítása és fenntartása körül is érdemeket szerzett és az iskolának egy ideig tanára, azontúl hűséges pártfogója volt. Szilágyi Vilmost a Színészegyesület illusztris elnökei sorában is kiváltságos hely illeti meg, mert 30 éven át haláláig mindig a színészeti közügyek érdekében munkálkodott és sok olyan üdvös eszmét valósított meg, melyek emlékét megörökítik.

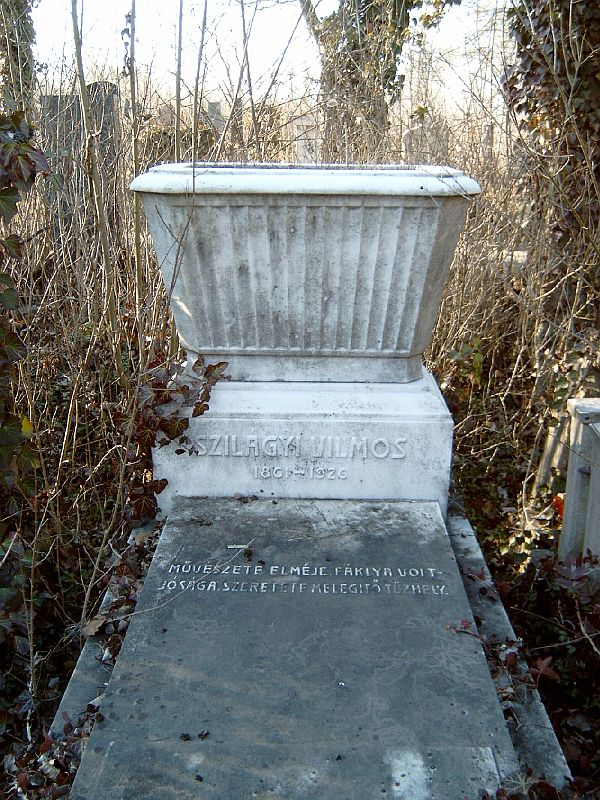
Sírja a Kozma utcai izraelita temetőben (16-3-33).

Sírja a Kozma utcai izraelita temetőben található.

## Családja
Felesége Koch Etelka volt.
Gyermekei
- Steiner István (1899–1899)
- Szilágyi Katalin (1900–?). Férje Horváth Béla ügyvéd.
- Szilágyi Erzsébet (1903–1904)

## Fontosabb szerepei
- Shylock (Shakespeare: A velencei kalmár)
- Lucifer (Madách Imre: Az ember tragédiája)